# Limska gradina
Limska gradina (Gradina iznad Lima, tal. Cul di Leme) je prapovijesni arheološki lokalitet, između sela Krunčići i Jural. Nalazi se na sjevernom rubu platoa, na 158 m nadmorske visine, nad krajem Limskoga kanala. Srednjoneolitički do ranobrončanodobni kulturni slojevi (danilska, hvarska, nakovanska, brijunska kultura) istraživani su 1976. i 1982. na jugoistočnom rubu potonjega utvrđenoga gradinskoga naselja, na stijenama nad Limom. Utvrđeno gradinsko naselje, s južne i zapadne strane prirodno je zaštićeno okomitim stijenama, a glavne su suhozidane zidine štitile prilaz sa sjeverne i istočne strane. Unutar naselja, uz unutrašnje lice bedema, istražena je 1960. – 1967. Željeznodobna nekropola (J. Mladin): 74 žarna groba zidovima su podijeljena u skupine, a pojedini su grobovi sadržavali po više ukopa. Grobne žare (keramičke posude oblika šalice s visokom ručkom ili trbušasta vrča), s prilozima ili bez njih, bile su smještene u konstrukcije oblika škrinje sastavljene kamenim pločama, samo okružene kamenjem ili jednostavno položene u zemlju. Grobni nalazi potječu iz razdoblja od XI. do VIII. st .pr. Kr. Mnogobrojni pojedinačni nalazi dokazuju nastanjenost do rimskoga doba.